# Archibald Gracie IV
Coronel Archibald Gracie IV (15 de janeiro de 1858 – 4 de dezembro de 1912) foi um escritor, historiador amador, investidor em imóveis americano e sobrevivente do naufrágio do RMS Titanic. Gracie sobreviveu ao naufrágio subindo a bordo do bote desmontável B que ficou virado com o casco para cima e escreveu um livro muito popular sobre o desastre, que é impresso ainda hoje.

## A bordo doTitanic
Gracie embarcou no Titanic em Southampton em 10 de abril de 1912 e foi reservada a cabine da primeira classe C51. Ele passou a maior parte da viagem acompanhando várias mulheres desacompanhadas, incluindo a Sra. Helen Churchill Candee, Sra. E.D. (Charlotte) Appleton, Sra. R.C. (Malvina) Cornell e Sra. J.M. (Caroline) Brown. Também passou tempo lendo livros que havia encontrado na biblioteca da primeira classe, socializando com seu amigo J. Clinch Smith e discutindo a Guerra Civil com Isidor Straus. Ele era conhecido entre os outros passageiros da primeira classe como um  incansável contador de estórias que tinha um estoque inesgotável sobre a Batalha de Chickamauga e a Guerra Civil.
Em 14 de abril, Gracie decidiu que havia negligenciado sua saúde e passou algum tempo fazendo exercícios físicos nas quadras de squash e na piscina do navio. Ele então participou de serviços religiosos, almoçou mais cedo e passou o resto do dia lendo e socializando. Ele foi para a cama cedo, com a intenção de começar logo cedo na manhã seguinte nas quadras de squash do navio.
Por volta de 23:45 Gracie foi acordado com uma sacudida. Ele se sentou, percebeu que os motores do navio não estavam mais em movimento, e parcialmente vestido, colocou uma jaqueta sobre suas roupas comuns. Alcançando o Convés dos Botes, ele percebeu que o navio estava adernando um pouco. Ele voltou para sua cabine para colocar seu colete salva-vidas e no caminho de volta encontrou mulheres que ele esteve acompanhando. Ele as levou até o Convés dos Botes e se certificou que elas entrassem nos botes salva-vidas. Ele então buscou cobertores para as mulheres nos botes, e junto com seu amigo Smith auxiliou o Segundo Oficial Charles Lightoller a carregar os botes restantes com mulheres e crianças.
Quando o último bote comum foi lançado às 1:55 do dia 15, Gracie e Smith auxiliaram Lightoller e outros para soltar os quatro botes desmontáveis  Engelhardt que ficavam guardados no topo dos quartos da tripulação e presos por pesados cabos e amarras. Gracie teve que emprestar a Lightoller o seu canivete para que os barcos pudessem ser libertados. Os homens conseguiram lançar os Desmontáveis "C" e "D" e soltar o Desmontável "A" de suas amarras, mas enquanto tentavam liberar o Desmontável "B" de seu lugar a ponte foi varrida de repente pelo mar. Gracie posteriormente escreveu sobre aquele momento:
Meu amigo Clinch Smith propôs que devíamos sair e ir para a popa. Mas surgiu diante de nós dos decks inferiores uma massa de humanidade com várias linhas de profundidade convergindo para o convés dos botes de frente para nós e bloqueando completamente nossa passagem para a popa. Havia mulheres na multidão bem como homens e estes pareciam ser passageiros da terceira classe que tinham acabado de subir dos decks inferiores. Mesmo entre essas pessoas, não havia choro histérico, nenhuma evidência de pânico. Oh, que agonia.
À medida que a parte dianteira do navio mergulhava abaixo da superfície e a água se aproximava deles, Gracie pulou na onda, foi puxado pela mão e subiu no teto da ponte. A corrente causada pelo naufrágio do navio puxou Gracie para baixo; ele se afastou do navio e subiu à superfície próximo ao Desmontável "B" que estava virado com o casco para cima. Gracie subiu ao bote virado junto com algumas dúzias de homens na água. Seu amigo Clinch Smith desapareceu e seu corpo nunca foi achado. Em sua memória, Gracie supôs que Smith ficou enrolado nas cordas e outros detritos no navio, e não conseguiu se soltar.
À medida que a noite passava, os homens exaustos, congelados e molhados a bordo do Desmontável "B" quase não conseguiam permanecer na quilha lisa. Gracie depois escreveu que mais de metade dos homens que originalmente subiram ao Desmontável sucumbiram por exaustão ou frio e escorregaram pela  quilha virada para cima durante a noite. Quando amanheceu e tornou-se possível para aqueles em outras embarcações salva-vidas vê-los, o Segundo Oficial Lightoller (que também estava no desmontável, assim como o operador de rádio Harold Bride) usou o apito de seu oficial para atrair a  atenção dos outros botes; os botes salva-vidas números 4 e 12 remaram até eles e resgataram os homens restantes do bote virado. Gracie estava tão cansado que não conseguiu saltar e foi puxado para dentro do bote número 12, o último a ser pego pelo RMS Carpathia, capitaneado por Arthur Rostron.

## Depois do resgate
Gracie desembarcou em Nova Iorque a bordo do Carpathia e imediatamente começou a escrever um livro sobre suas experiências a bordo do  Titanic e do Desmontável "B". É um dos mais detalhados relatos sobre o evento; Gracie passou meses tentando determinar exatamente quem estava em cada bote e quando certos eventos aconteceram.
Seu trabalho não deixa de ter falhas; Gracie referiu-se a cada passageiro clandestino ou homem que pulou ou se esgueirou para dentro de um bote salva-vidas como um "italiano", "japonês" ou "latino", e apenas deu os nomes dos homens que colocaram suas esposas a bordo de botes salva-vidas e permaneceram no navio se eles estivessem na primeira classe.
Gracie morreu antes que pudesse terminar as correções de seu livro. Foi publicado em 1913 sob o título original The Truth about the Titanic. Desde então, o livro passou por várias impressões e atualmente está disponível sob o título Titanic: A Survivor's Story. Edições modernas também incluem um curto relato sobre o desastre de John B. "Jack" Thayer, III, que também sobreviveu a bordo do Desmontável "B"; o relato de Thayer, "publicado privadamente por sua família e amigos em 1940", tem o título The Sinking of the S.S. Titanic.

## Saúde e morte

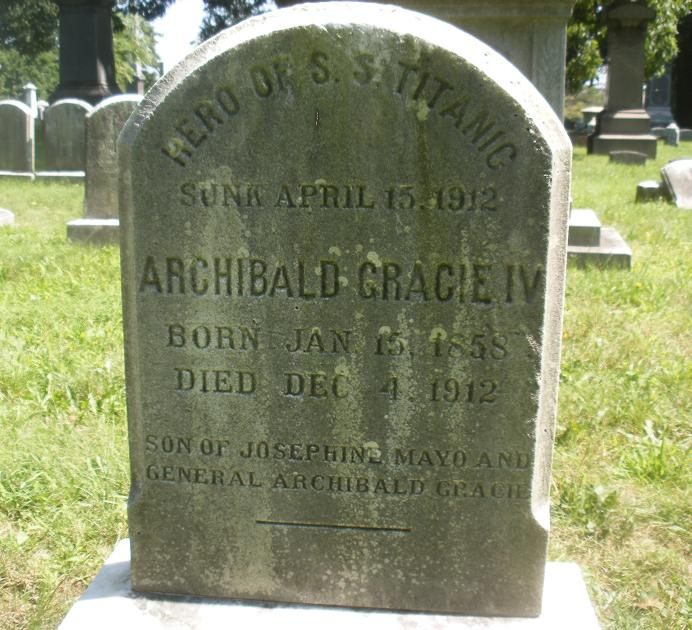
A lápide de Gracie no Cemitério de Woodlawn

Gracie nunca se recuperou da provação; como diabético, sua saúde foi severamente afetada pela hipotermia e das lesões físicas que sofreu. Morreu de complicações da diabetes em 4 de dezembro de 1912, menos de oito meses após o naufrágio. Foi enterrado no túmulo da família no Cemitério de Woodlawn no The Bronx, Nova Iorque; muitos de seus colegas sobreviventes, bem como familiares de vítimas, participaram de seu funeral. Ele foi o primeiro sobrevivente adulto a morrer.
Gracie era tão inquieto com o naufrágio do Titanic' e o trabalho que ele tinha feito sobre o assunto, que suas últimas palavras foram: "Devemos levá-los aos botes. Devemos levar todos para os botes."